# Limmat Bus
Die Limmat Bus AG ist ein Schweizer Busunternehmen mit Sitz in Dietikon. Sie ist eine hundertprozentige Tochtergesellschaft des Verkehrsunternehmens Aargau Verkehr (AVA) und betreibt über zwei Dutzend Linien in den Kantonen Aargau, Luzern und Zürich. Sie verteilen sich auf die Regionen Dietikon/Limmattal, Wohlen/Bremgarten und Zofingen/Reiden.

## Geschichte
Als Sparmassnahme führte die Wohlen-Meisterschwanden-Bahn (WM) ab 28. Mai 1995 den abendlichen Verkehr zwischen Wohlen und Meisterschwanden mit Bussen durch. Mit der Stilllegung der Bahnstrecke am 31. Mai 1997 dehnte sie den Busbetrieb auf den ganzen Tag aus. Durch die Fusion der WM mit der Bremgarten-Dietikon-Bahn (BD) am 1. Januar 2001 übernahm das neu entstandene Verkehrsunternehmen BDWM Transport AG Konzession und Betrieb der Buslinie Wohlen–Meisterschwanden.
Nachdem die Verkehrsbetriebe Zürich (VBZ) im Jahre 2001 die Fahrleistungen für fünf Buslinien im Limmattal neu ausschrieben, gründete die BDWM Transport das Tochterunternehmen Limmat Bus AG mit Sitz in Dietikon, an welcher der bisherige Betreiber, das 1923 gegründete Transportunternehmen Hürzeler & Co, mit 49 Prozent beteiligt war. Den Zuschlag erhielt im Februar 2002 die Limmat Bus AG, die zum Fahrplanwechsel am 15. Dezember 2002 den Betrieb im Limmattal mit den Fahrzeugen und Mitarbeitern von Hürzeler übernahm. Mitte 2003 verliessen Johann und Hanna Hürzeler als Vertreter der Hürzeler + Co. AG den Verwaltungsrat, und das Unternehmen verkaufte seine Beteiligung an die BDWM Transport, welche damit Alleineigentümerin wurde.
In der Region Zofingen/Reiden (unteres Wiggertal) waren im Auftrag des Regionalverbandes Wiggertal-Suhrental jahrzehntelang Postautos für den Busverkehr zuständig. Im Mai 2003 schrieb das UVEK die Linien neu aus. Die Schweizerischen Bundesbahnen (SBB) und die BDWM Transport AG erhielten gemeinsam den Zuschlag am 15. Januar 2004. Für den Betrieb der Buslinien bildeten sie ein Konsortium mit dem Namen SBB-Bus Zofingen/Reiden (SZR), inoffiziell Wiggerbus genannt. Daraufhin legte die Schweizerische Post als unterlegene Bewerberin Rekurs ein, den der Bundesrat jedoch am 10. Juni 2005 ablehnte. Schliesslich konnte das Konsortium am 10. Dezember 2006 mit zweijähriger Verzögerung den Linienbetrieb aufnehmen.
Im Vorfeld der Eröffnung des Uetlibergtunnels der Zürcher Westumfahrung im Mai 2009 erlangte die BDWM Transport eine Konzession für die Schnellbuslinie 444 von Bremgarten via Uetlibergtunnel zum Bahnhof Zürich Enge sowie Zusatzkurse an Werktagen morgens und abends jeweils in Lastrichtung zwischen Oberrohrdorf beziehungsweise Remetschwil und Zürich Enge – zur besseren Unterscheidung schliesslich als Linie 445 bezeichnet. Trotz Konzession verzichtete die BDWM hier selber einen Betrieb aufzubauen, sondern vergab den Fahrauftrag an Postauto Nordschweiz und diese wiederum an die im Freiamt ansässigen Postautounternehmer (PU) Wicki und Steffen.
Die ersten Betriebsjahre von Limmat Bus stoppten den Fahrgastschwund im Limmattal, worauf die VBZ das Busnetz grundlegend überarbeiteten, das Angebot verdichteten und das vergrösserte Netz, mit Ausnahme der traditionell eigenbetriebenen Buslinien 304 und 307, ein zweites Mal auf 10 Jahre ausschrieben. Der Zuschlag für den Betrieb der Linien ging 2012 erneut an Limmat Bus; für die Mehrleistungen wurden per Dezember 2012 einige Gebrauchtfahrzeuge von den VBZ übernommen. Neu wurden auch erstmals Kurse der Linien 304 und 308 am Bahnhof Altstetten betrieblich durchgebunden, womit auf den beiden Linien gemischt Fahrzeuge und Chauffeure der VBZ wie auch von Limmat Bus eingesetzt wurden.
Nach elf Jahren zogen sich die SBB aus unternehmerischen Gründen aus dem Busgeschäft zurück, womit die BDWM Transport ab 9. Dezember 2017 alleinige Konzessionärin in der Region Zofingen/Reiden wurde und der operative Betrieb in Zofingen fortan ebenfalls als Limmat Bus AG firmierte.
Mit der am 19. Juni 2018 beschlossenen Fusion von BDWM Transport AG und Wynental- und Suhrentalbahn AG (WSB) zur Aargau Verkehr AG (AVA) wurde auch die Limmat Bus AG eine AVA-Tochtergesellschaft. Die drei Buslinien-Konzessionen der BDWM lauten seither auf die AVA, die drei operativen Busbetriebe der BDWM wurden hierbei einheitlich unter dem Namen Limmat Bus zusammengefasst und fungieren jeweils als Transportbeauftragte der Konzessionseigentümer AVA und VBZ.

## Liniennetz

### Region Dietikon/Limmattal
KonzessionseigentümerVerkehrsbetriebe Zürich (VBZ)
BetriebLimmat Bus AG, Garage Dietikon; Betriebsvertrag bis Ende 2026.
Linienverlauf

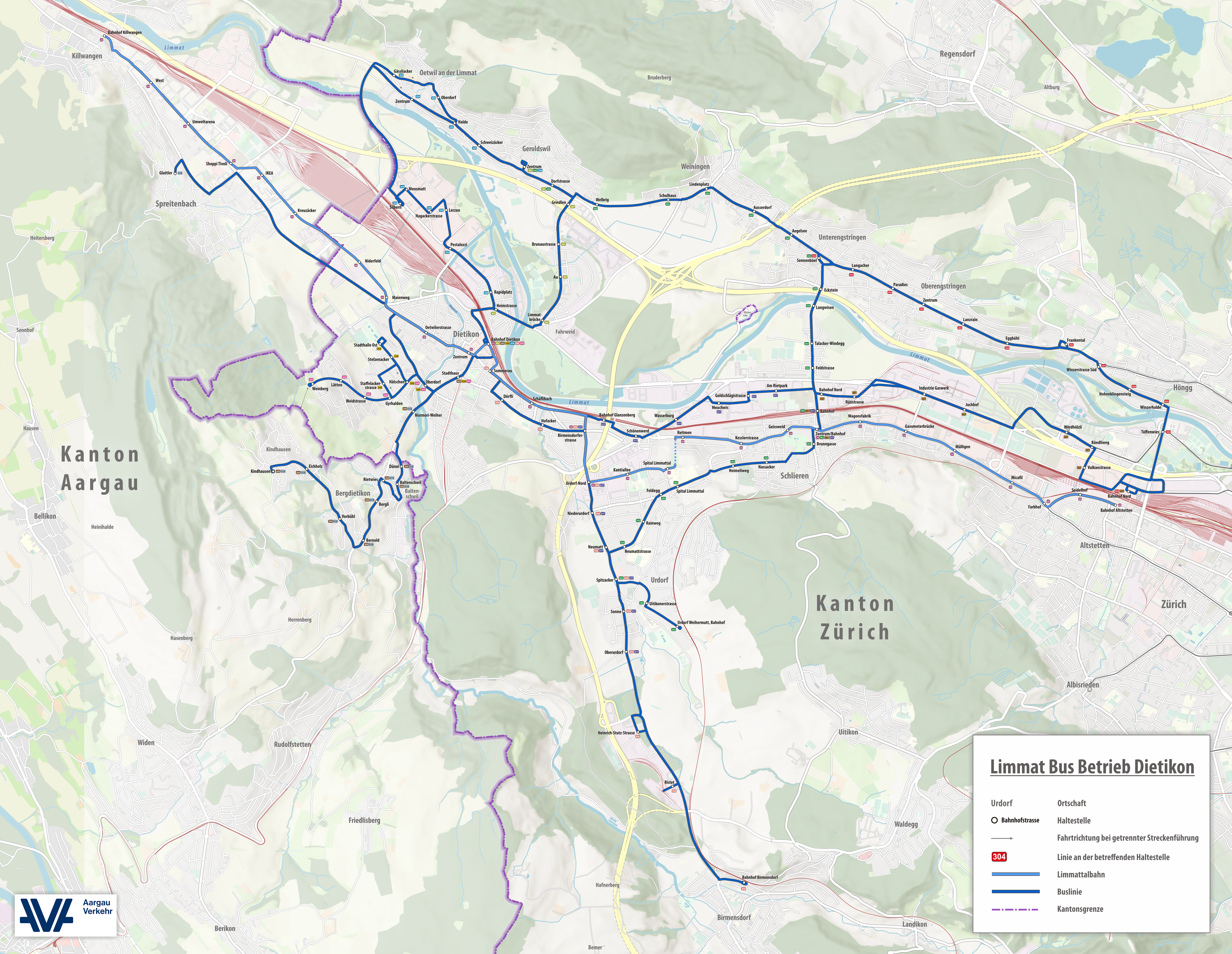
Liniennetzplan Limmat Bus Region Dietikon/Limmattal

- 301 Dietikon Bahnhof – Geroldswil
- 302 Geroldswil – Weiningen – Unterengstringen – Schlieren Bahnhof – Urdorf Bahnhof
- 304 Bahnhof Altstetten Nord – Unterengstringen
- 305 Dietikon Bahnhof – Bergdietikon Kindhausen
- 306 Dietikon Bahnhof – Stadthalle Ost
- 307 Bahnhof Altstetten Nord – Schlieren Bahnhof
- 309 Dietikon Bahnhof – Geroldswil
- 314 Dietikon Bahnhof – Birmensdorf Bahnhof
- 315 Bergdietikon – Spreitenbach Altersheim
- 317 Oberurdorf – Schlieren Bahnhof
- 325 Dietikon Bahnhof – Weinberg

### Region Zofingen/Reiden
KonzessionseigentümerAargau Verkehr AG (AVA); Konzession bis Ende 2025.
BetriebLimmat Bus AG, Garage Zofingen
Linienverlauf

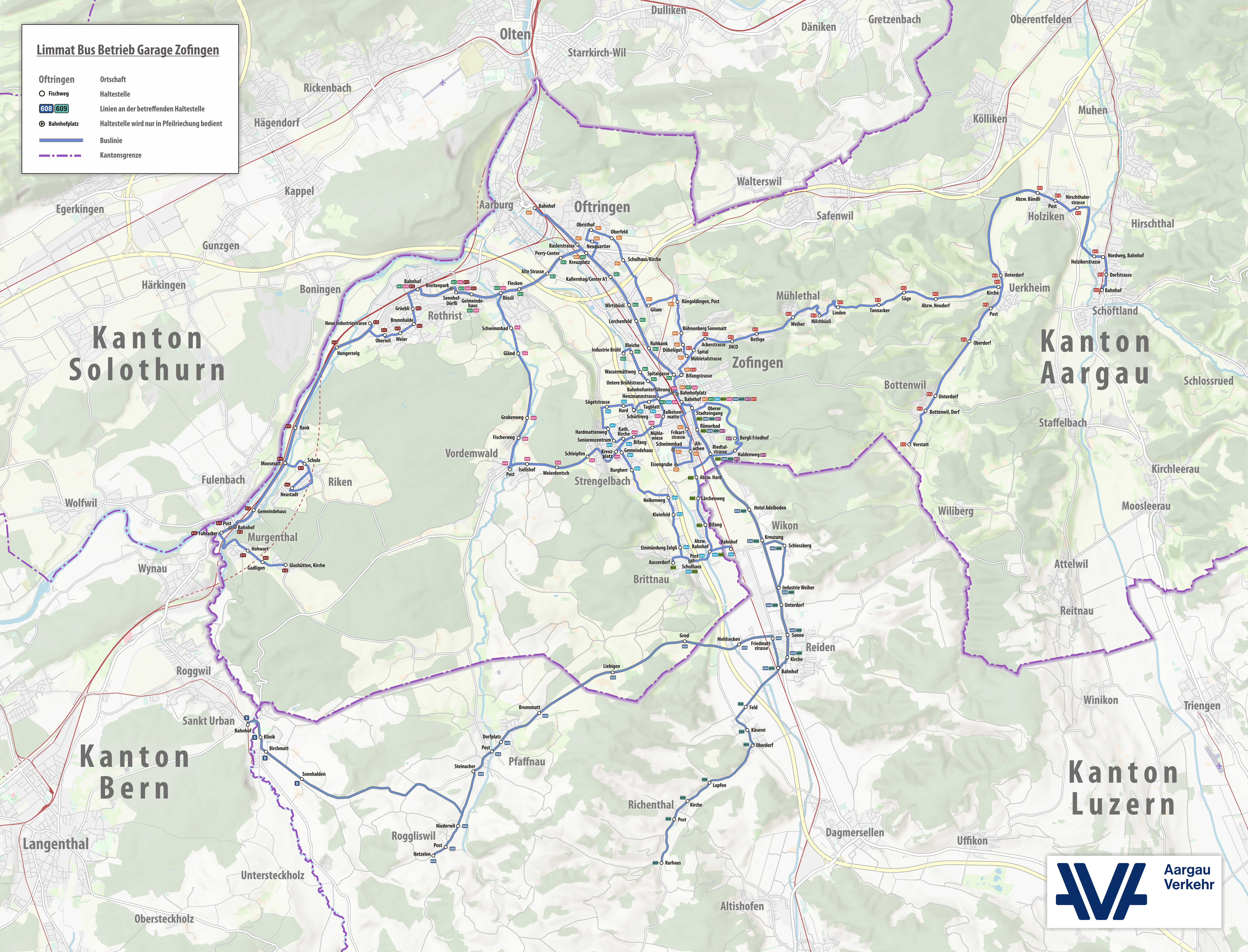
Liniennetzplan Limmat Bus Region Zofingen/Reiden

- 601 Bahnhof Aarburg-Oftringen – Oftringen Kreuzplatz – Küngoldingen – Bahnhof Zofingen – Zofingen Altachen
- 603 Zofingen Industrie Brühl – Bahnhof Zofingen – Oftringen Kreuzplatz – Bahnhof Rothrist
- 604 Bahnhof Zofingen – Strengelbach – Brittnau – Bahnhof Brittnau-Wikon
- 605 Bahnhof Zofingen – Strengelbach – Brittnau – Brittnau Ausserdorf
- 606 Bahnhof Zofingen – Strengelbach – Vordemwald – Sennhof / Bahnhof Rothrist
- 608 Bahnhof Zofingen – Wikon – Bahnhof Reiden – Pfaffnau – Roggliswil – Altbüron – St. Urban
- 609 Bahnhof Zofingen – Wikon – Bahnhof Reiden – Langnau bei Reiden – Richenthal
- 611 Bahnhof Zofingen – Friedhof Bergli
- 613 Bahnhof Zofingen – Mühlethal – Uerkheim – Bottenwil – Uerkheim – Holziken – Bahnhof Schöftland
- 612 Bahnhof Rothrist – Riken – Murgenthal – Glashütten

### Region Wohlen

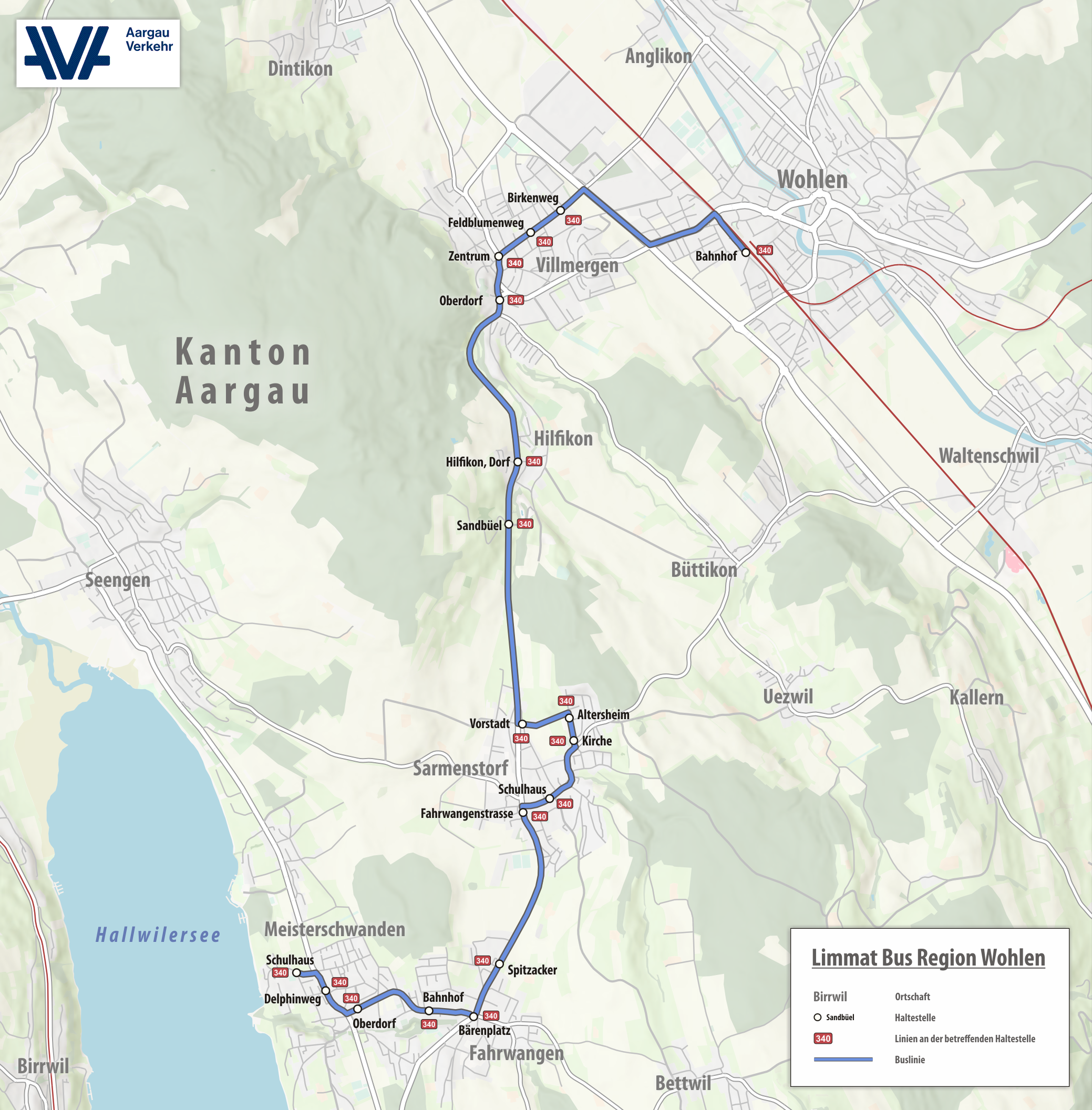
Liniennetzplan Limmat Bus Region Wohlen

KonzessionseigentümerAargau Verkehr AG (AVA); Konzession bis Ende 2031.
BetriebLimmat Bus AG, Garage Fahrwangen
Linienverlauf
- 340 Bahnhof Wohlen – Villmergen – Hilfikon – Sarmenstorf – Fahrwangen – Meisterschwanden

### Region Bremgarten
KonzessionseigentümerAargau Verkehr AG (AVA); Konzession bis Ende 2031.
BetriebPostAuto Schweiz AG, Region Nordschweiz; Betriebsvertrag bis Ende 2022.
PU Wicki Transport GmbH, Garage Zufikon (Li 444)
PU Steffen Bus AG, Garage Remetschwil (Li 445)
Linienverlauf

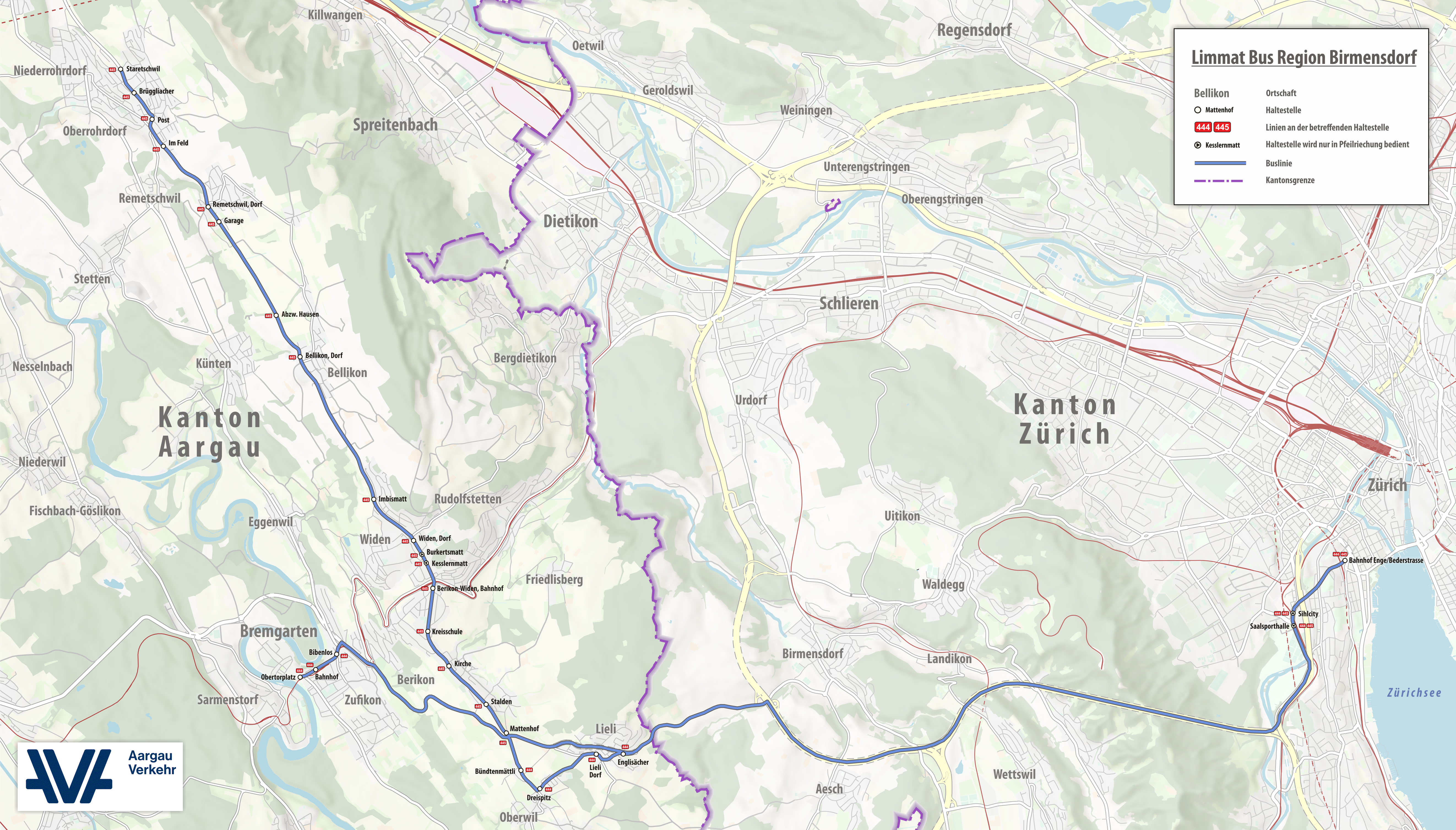
Liniennetzplan Limmat Bus Region Bremgarten

- 444 Bremgarten – Oberwil-Lieli – Bahnhof Enge/Bederstr. (Schnellbus)
- 445 Oberrohrdorf – Remetschwil – Bellikon – Widen – Berikon – Bahnhof Enge/Bederstr. (Schnellbus)

### Nachtbuslinien
Linienverlauf
- N28 Bahnhof Zofingen – Oftringen – Safenwil – Kölliken – Entfelden – Suhr – Aarau Bahnhof
- N31 Bahnhof Dietikon – Bergdietikon – Widen – Berikon – Oberwil-Lieli
- N32 Bahnhof Dietikon – Rudolfstetten – Widen – Bremgarten – Wohlen – Villmergen – Sarmenstorf
- N60 Bahnhof Olten – Aarburg – Rothrist – Oftringen – Zofingen – Brittnau – Strengelbach – Vordemwald